# Rhaphuma anongi
Rhaphuma anongi là một loài bọ cánh cứng trong họ Cerambycidae.